# Норман, Магнус
Лейф Магнус Норман (швед. Leif Magnus Norman), род. 30 мая 1976 года в Филипстаде, лен Вермланд, Швеция) — шведский теннисист и тренер.
- Финалист Открытого чемпионата Франции в 2000 году.
- Экс-2-я ракетка мира в одиночном рейтинге.
- Обладатель 12 титулов ATP в одиночном разряде.

## Общая информация
Магнус вырос в спортивной семье: отец Лейф — играл в клубе второго дивизиона шведского чемпионата по Хоккею с мячом, мать Леэна — выступала за сборную Швеции по плаванию, младший брат Маркус, как и отец играет в хоккей с мячом.
Любит рыбалку и чтение шведской исторической литературы. Спортивный кумир шведский хоккеист Петер Форсберг

## Спортивная карьера

### Игровая карьера
Магнус Норман начал играть в теннис в восемь лет, когда его бабушка подарила на день рождения теннисную ракетку. Профессиональную карьеру начал в 1995 году. В 1996 году дебютирует на Турнирах Большого шлема Открытом чемпионате Австралии, где выбывает в первом же раунде. В 1997 году на Открытом чемпионате Франции сумел дойти до четвертьфинала. Первую победу на турнире ATP одержал в 1997 в шведском Бостаде. В следующем году ему удается выиграть на турнире в Амстердаме. В 1998 году в составе сборной Швеции побеждает в розыгрыше Кубка Дэвиса.
Пик карьеры Магнуса приходится на сезоны 1999 и 2000 годов. В 1999 ему удается одержать победы сразу на пяти турнирах ATP: Орландо, Штутгарте, Умаге, Лонг-Айленде и Шанхае. В этом году Норман не проиграл ни одного финала в которые он выходил.
В начале 2000 года Магнусу удается завоевать титул в Окленде. Затем на Открытом чемпионате Австралии ему удается выйти в полуфинал, где он в трех сетах уступил россиянину Евгению Кафельникову. В мае Магнус Норман выигрывает первый в карьере турнир серии Мастерс в Риме, переиграв в финале Густаво Куэртена со счетом 6-3, 4-6, 6-4, 6-4. Менее чем через месяц они встречаются ещё в одном финале на Открытом чемпионате Франции. На этот раз победу одержал Густаво Куэртен 2-6, 3-6, 6-2, 6-7(6). Это победа стала для Густаво уже второй во Франции, а для Нормана единственным в карьере финалом на турнирах серии Большого шлема. Благодаря этим успехам Магнус 12 июня 2000 года поднимается на вторую строчку в рейтинге теннисистов-профессионалов. В этом сезоне ему удается победить на турнире в Бостаде и защитить два чемпионских титула, завоеванных в прошлом году в Лонг-Айленде и Шанхае. Также в составе шведской сборной он принимает участие в Олимпиаде в Сиднее, где, посеянный под третьим номером, в третьем раунде уступает Арно ди Паскуале. По итогам года он финиширует на четвёртом месте.
После 2000 года Магнусу больше не удается одержать побед на турнирах ATP. Трижды ему удается дойти до финала: в 2001 в Сиднее и Скоттсдейле, а в 2002 в Токио. В 2004 году окончательно завершает спортивную карьеру.

### Тренерская и организационная деятельность
Магнус Норман по окончании спортивной карьеры не ушел из тенниса: в Швеции у него существует собственная академия. В разное время он также успешно сотрудничал с Робином Сёдерлингом и Станисласом Вавринкой. Также Норман играет в хоккей с мячом за «Энебюбергс», играющий в низших шведских дивизионах.

## Финалы турниров Большого Шлема

### Одиночный разряд (1)

#### Поражение (1)
| №  | Год  | Турнир                     | Соперник в финале | Счет                  |
| -- | ---- | -------------------------- | ----------------- | --------------------- |
| 1. | 2000 | Открытый чемпионат Франции | Густаво Куэртен   | 2-6, 3-6, 6-2, 6-7(6) |

## Выступления на турнирах ATP
| Легенда                        |
| ------------------------------ |
| Турниры Большого шлема         |
| Кубок Мастерс / финал АТР-тура |
| ATP Мастерс / ATP Мастерс 1000 |
| АТР Gold / АТР 500             |
| АТР International/ АТР 250     |

### Титулы за карьеру (12)

#### Одиночный разряд (12)
| №   | Дата        | Турнир          | Покрытие | Соперник в финале  | Счёт в финале                 |
| --- | ----------- | --------------- | -------- | ------------------ | ----------------------------- |
| 1.  | 13 июл 1997 | Бостад          | Грунт    | Хуан Антонио Марин | 7-5, 6-2                      |
| 2.  | 9 авг 1998  | Амстердам       | Грунт    | Ричард Фромберг    | 6-3, 6-3, 2-6, 6-4            |
| 3.  | 25 апр 1999 | Орландо         | Грунт    | Гильермо Каньяс    | 6-0, 6-3                      |
| 4.  | 25 июл 1999 | Штутгарт        | Грунт    | Томми Хаас         | 6-7(6), 4-6, 7-6(7), 6-0, 6-3 |
| 5.  | 1 авг 1999  | Умаг            | Грунт    | Джефф Таранго      | 6-2, 6-4                      |
| 6.  | 29 авг 1999 | Лонг-Айленд     | Хард     | Алекс Корретха     | 7-6(4), 4-6, 6-3              |
| 7.  | 10 окт 1999 | Шанхай          | Хард     | Марсело Риос       | 2-6, 6-3, 7-5                 |
| 8.  | 16 янв 2000 | Окленд          | Хард     | Майкл Чанг         | 3-6, 6-3, 7-5                 |
| 9.  | 14 мая 2000 | Рим             | Грунт    | Густаво Куэртен    | 6-3, 4-6, 6-4, 6-4            |
| 10. | 16 июл 2000 | Бостад (2)      | Грунт    | Андреас Винсигерра | 6-1, 7-6(6)                   |
| 11. | 27 авг 2000 | Лонг-Айленд (2) | Хард     | Томас Энквист      | 6-3, 5-7, 7-5                 |
| 12. | 22 окт 2000 | Шанхай (2)      | Хард     | Шенг Схалкен       | 6-4, 4-6, 6-3                 |

### Поражения в финалах (7)

#### Одиночный разряд (6)
| №  | Дата        | Турнир                     | Покрытие | Соперник в финале | Счёт в финале         |
| -- | ----------- | -------------------------- | -------- | ----------------- | --------------------- |
| 1. | 19 окт 1997 | Острава                    | Ковер    | Кароль Кучера     | 2-6, отказ            |
| 2. | 27 июл 1998 | Умаг                       | Грунт    | Богдан Улиграх    | 3-6, 6-7(0)           |
| 3. | 11 июн 2000 | Открытый чемпионат Франции | Грунт    | Густаво Куэртен   | 2-6, 3-6, 6-2, 6-7(6) |
| 4. | 14 янв 2001 | Сидней                     | Хард     | Ллейтон Хьюитт    | 4-6, 1-6              |
| 5. | 11 мар 2001 | Скоттсдейл                 | Хард     | Франсиско Клавет  | 4-6, 2-6              |
| 6. | 6 окт 2002  | Токио                      | Хард     | Кеннет Карлсен    | 6-7(6), 3-6           |

#### Парный разряд (1)
| №  | Дата       | Турнир | Покрытие | Партнёр            | Соперники в финале        | Счёт в финале |
| -- | ---------- | ------ | -------- | ------------------ | ------------------------- | ------------- |
| 1. | 5 янв 1997 | Доха   | Хард     | Патрик Фредрикссон | Якко Элтинг Пауль Хархёйс | 3-6, 2-6      |

## Финалы челленджеров

### Одиночный разряд (3)

#### Победы (2)
| №  | Дата        | Турнир     | Покрытие | Соперник в финале | Счёт в финале |
| -- | ----------- | ---------- | -------- | ----------------- | ------------- |
| 1. | 1 сен 1996  | Альпирсбах | Грунт    | Орлин Станойчев   | 6-4, 6-2      |
| 2. | 22 сен 1996 | Бад-Заров  | Грунт    | Йенс Книппшильд   | 6-2, 6-2      |

#### Поражение (1)
| №  | Дата       | Турнир   | Покрытие | Соперник в финале | Счёт в финале |
| -- | ---------- | -------- | -------- | ----------------- | ------------- |
| 1. | 8 окт 1995 | Сиракуза | Грунт    | Юнес эль-Айнауи   | 6-2, 6-2      |

## Выступления на командных турнирах

#### Победа (1)
| №  | Год  | Турнир       | Команда                                                | Соперник в финале                                        | Счёт |
| 1. | 1998 | Кубок Дэвиса | Швеция Й. Бьоркман, М. Густафссон, Н. Култи, М. Норман | Италия А. Гауденци, Д. Наргисо, Д. Поцци, Д. Сангвинетти | 4-1  |